# NGC 637
NGC 637 (również OCL 329) – gromada otwarta znajdująca się w gwiazdozbiorze Kasjopei. Odkrył ją William Herschel 9 listopada 1787 roku. Jest położona w odległości ok. 8,2 tys. lat świetlnych od Słońca.